# Tetragnàtids

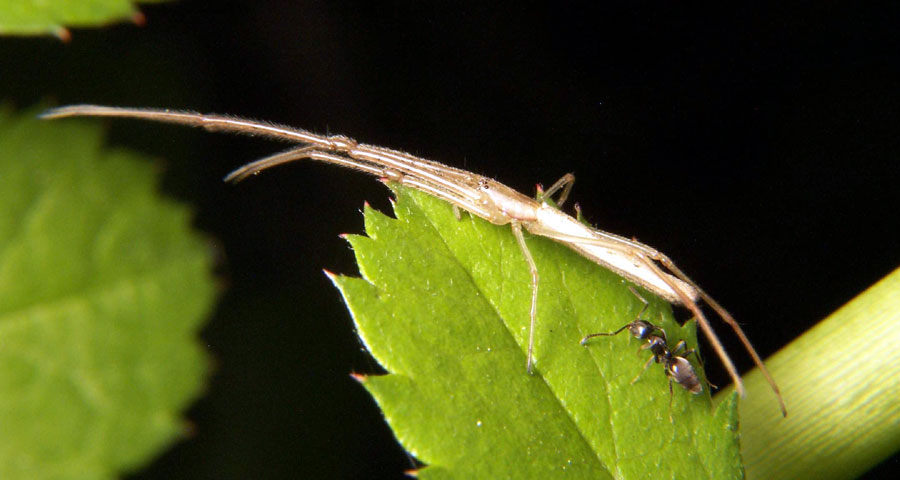
Tetragnatha sp.

Els tetragnàtids (Tetragnathidae) són una família d'aranyes araneomorfes. Fou descrita per A. Menge l'any 1866. Són aranyes allargades amb quelícers i potes llargues, que fan teranyines orbitals més aviat petites. Algunes espècies solen ser en la vegetació de vora l'aigua. De vegades se les anomena aranyes de mandíbules llargues (en anglès, long jawed spiders) per la forma allargada dels quelícers.
La seva distribució és molt extensa, i poden trobar-se per tot el món exceptuant la zona més septentrional d'Amèrica i Aràbia.

## Sistemàtica
Segons el World Spider Catalog amb data de 15 de gener de 2019, aquesta família té reconeguts 48 gèneres i 1.001 espècies de les quals 349 pertanyen al gènere Tetragnatha, 171 espècies a Leucauge i 146 espècies a Chrysometa. Hi ha alguns canvis en els darrers anys, ja que el 2 de novembre de 2006 hi havia reconeguts 52 gèneres i 955 espècies. El gènere Nephila, abans en aquesta família, ha passat ha ser el representant principal de la subfamília dels nefilins (aranèids).
Els 48 gèneres reconeguts són:
- Alcimosphenus Simon, 1895
- Allende Álvarez-Padilla, 2007
- Antillognatha Bryant, 1945
- Atelidea Simon, 1895
- Azilia Keyserling, 1881
- Chrysometa Simon, 1894
- Cyrtognatha Keyserling, 1881
- Dianleucauge Song & Zhu, 1994
- Diphya Nicolet, 1849
- Dolichognatha O. Pickard-Cambridge, 1869
- Doryonychus Simon, 1900
- Dyschiriognatha Simon, 1893
- Eryciniolia Strand, 1912
- Glenognatha Simon, 1887
- Guizygiella Zhu, Kim & Song, 1997
- Hispanognatha Bryant, 1945
- Homalometa Simon, 1898
- Leucauge White, 1841
- Mecynometa Simon, 1894
- Mesida Kulczy?ski, 1911
- Meta C. L. Koch, 1836
- Metabus O. Pickard-Cambridge, 1899
- Metellina Chamberlin & Ivie, 1941
- Metleucauge Levi, 1980
- Mitoscelis Thorell, 1890
- Mollemeta Álvarez-Padilla, 2007
- Nanningia Zhu, Kim & Song, 1997
- Nanometa Simon, 1908
- Nediphya Marusik & Omelko, 2017
- Neoprolochus Reimoser, 1927
- Okileucauge Tanikawa, 2001
- Opadometa Archer, 1951
- Opas O. Pickard-Cambridge, 1896
- Orsinome Thorell, 1890
- Pachygnatha Sundevall, 1823
- Parameta Simon, 1895
- Parazilia Lessert, 1938
- Pholcipes Schmidt & Krause, 1993
- Pickardinella Archer, 1951
- Pinkfloydia Dimitrov & Hormiga, 2011
- Sancus Tullgren, 1910
- Schenkeliella Strand, 1934
- Tetragnatha Latreille, 1804
- Timonoe Thorell, 1898
- Tylorida Simon, 1894
- Wolongia Zhu, Kim & Song, 1997
- Zhinu Kallal & Hormiga, 2018
- Zygiometella Wunderlich, 1995

### Fòssils
Segons el World Spider Catalog versió 19.0 (2018) s'hi descriuen els següents gèneres fòssils:
- †Anameta Wunderlich, 2004 (Paleogen, Bitterfield i ambre bàltic)
- †Balticgnatha Wunderlich, 2004 (Paleogen, ambre bàltic)
- †Corneometa Wunderlich, 2004 (Paleogen, ambre bàltic)
- †Eometa Petrunkevitch, 1958 (Paleogen, ambre bàltic)
- †Huergnina Selden & Penney, 2003 (Cretaci, Las Hoyas, Conca (Castella - la Manxa))
- †Macryphantes Selden, 1990 (Cretaci)
- †Palaeometa Petrunkevitch, 1922 (Paleogen, Florissant)
- †Palaeopachygnatha Petrunkevitch, 1922 (Paleogen, Florissant)
- †Priscometa Petrunkevitch, 1958 (Paleogen, ambre bàltic)
- †Samlandicmeta Wunderlich, 2012 (Paleogen, ambre bàltic)

### Superfamília
Els tetragnàtids havien format part de la superfamília dels araneoïdeus (Araneoidea), al costat de tretze famílies més entre les quals cal destacar pel seu nombre d'espècies: linífids, aranèids, terídids i nestícids. Les aranyes, tradicionalment, havien estat classificades en famílies que van ser agrupades en superfamílies. Quan es van aplicar anàlisis més rigorosos, com la cladística, es va fer evident que la major part de les principals agrupacions utilitzades durant el segle XX no eren compatibles amb les noves dades. Actualment, els llistats d'aranyes, com ara el World Spider Catalog, ja ignoren la classificació de superfamílies.